# Kanton Bischhausen
Der Kanton Bischhausen war eine Verwaltungseinheit im Distrikt Eschwege des Departements der Werra im napoleonischen Königreich Westphalen. Hauptort des Kantons und Sitz des Friedensgerichts für den Kanton war der Ort Bischhausen bei Waldkappel im heutigen hessischen Werra-Meißner-Kreis. Der Kanton umfasste 1 Stadt und 28 Dörfer.
Zum Kanton gehörten die Ortschaften:

- Bischhausen
- Stadt Waldcappel
- Germerode, Schwalbenthal, Rodebach, Harmuthsachsen
- Küchen, Hasselbach, Hetzerode
- Wolstein, Meckelsdorf, Friemen, Burghofen
- Schemmern, Stolzhausen, Stolzingen, Gehau
- Eltmannsee, Heyerode, Diemerode
- Thurnhosbach, Stadthosbach, Kirchhosbach
- Rechtebach, Wipperode, Alberode, Bernsdorf
- Elberode, Mönchehof